# Cressat
Cressat là một xã thuộc tỉnh Creuse trong vùng Nouvelle-Aquitaine miền trung nước Pháp. Xã này nằm ở khu vực có độ cao trung bình 520 mét trên mực nước biển.

## Địa lý
Là một khu vực nông trang gồm các làng, cự ly khoảng 12 dặm (19 km) về phía đông của Guéret tại giao lộ các tuyến đường D50 với D13 và D990. Sông Creuse tạo thành ranh giới tây nam của xã.

## Dân số
| 1962                                                        | 1968 | 1975 | 1982 | 1990 | 1999 | 2005 |
| ----------------------------------------------------------- | ---- | ---- | ---- | ---- | ---- | ---- |
| 648                                                         | 765  | 702  | 647  | 552  | 523  | 532  |
| Số liệu điều tra dân số từ năm 1962 Dân số chỉ tính một lần |      |      |      |      |      |      |

## Địa điểm nổi bật
- Nhà thờ, thế kỷ 15.
- Nhà máy kính.